# Toos
Toos ist eine ehemalige Ortsgemeinde und eine Siedlung der Gemeinde Schönholzerswilen im Bezirk Weinfelden des Kantons Thurgau in der Schweiz.
Toos gehörte von 1803 bis 1964 als Ortsgemeinde zur Munizipalgemeinde Schönholzerswilen. Am 1. Januar 1964 schlossen sich die Ortsgemeinden Schönholzerswilen und Toos zur Einheitsgemeinde Schönholzerswilen zusammen.

## Geographie
Toos liegt abseits der Landstrassen auf einer Terrasse am Nollen südlich von Weinfelden.

## Geschichte

### Vorrömische Zeit

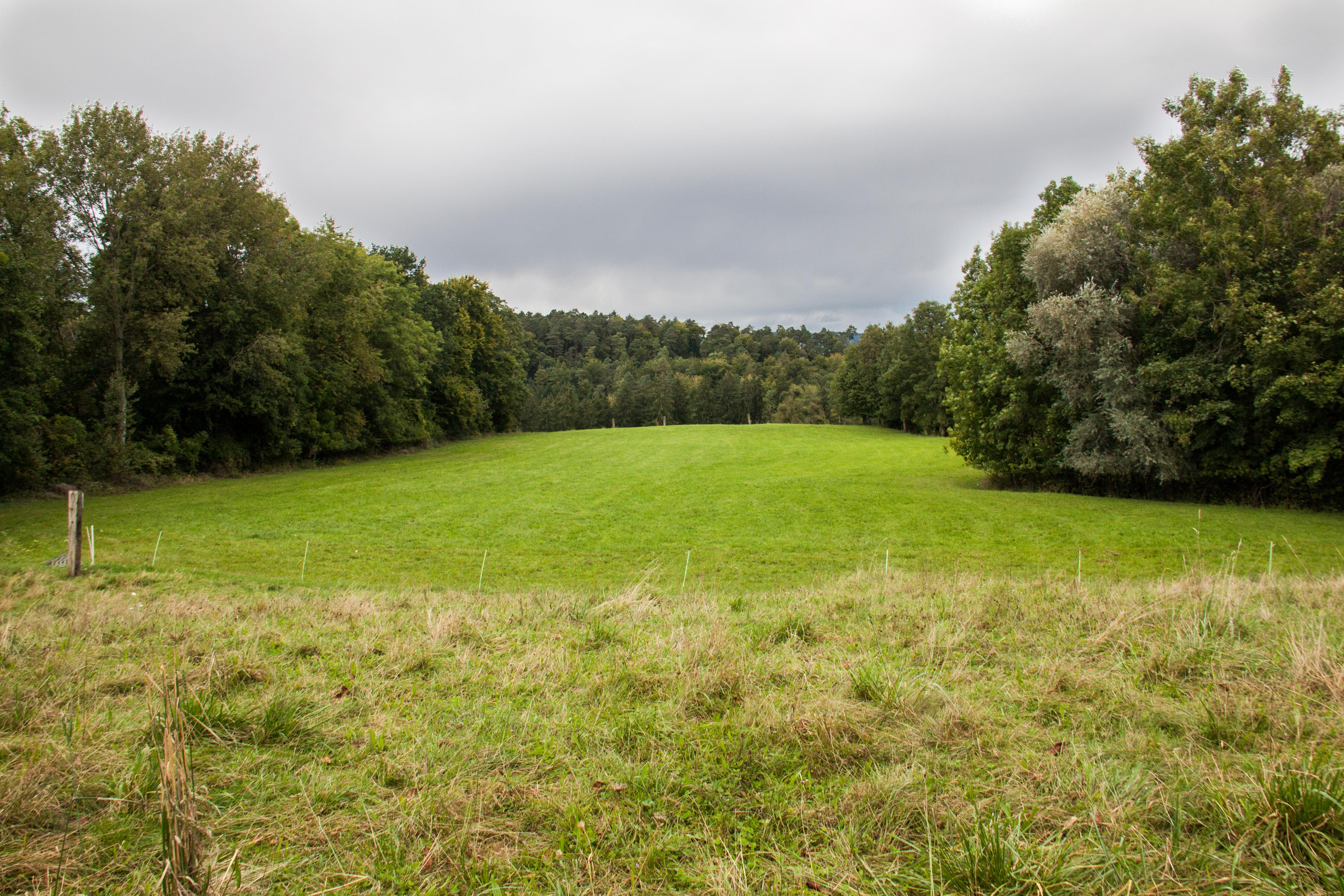
Blick auf das Hochplateau der bronzezeitlichen Höhensiedlung Toos-Waldi

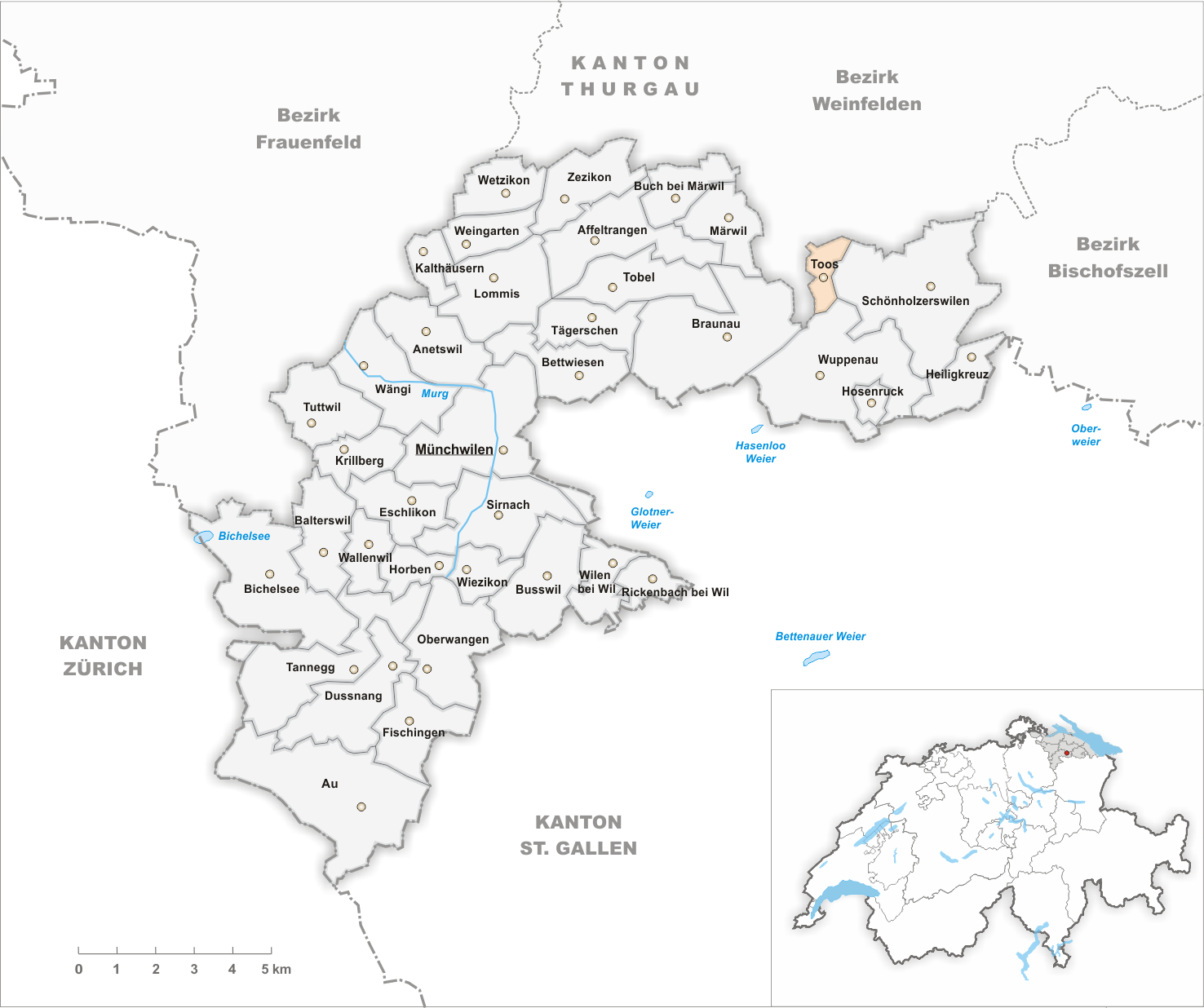
Gemeindestand vor der Fusion im Jahr 1964

Zu den bedeutendsten prähistorischen Höhensiedlungen der Nordostschweiz gehört der markante Geländesporn Waldi bei Toos im Hinterland des südlichen Thurabhangs. Auf einem Plateau von etwa 200 × 60 Metern, das auf drei Seiten etwa 20 Meter abfällt, liegt der Siedlungsplatz. Im Süden verbindet ihn eine schmale Zunge mit der dahinterliegenden Erhebung. Das Plateau wird an der schmalsten Stelle durch einen Wall abgeriegelt. Dass der Siedlungsplatz mit Unterbrechungen von der Frühbronzezeit bis in die spätrömische Zeit belegt war, zeigten archäologische Untersuchungen zwischen 1969 und 1977.
Die Reste, die sich noch als bis zu etwa 4,0 Meter hohe und 30 Meter breite Geländeerhebung abzeichnen, gehen auf Anfänge der Wallkonstruktion zurück (1800 bis 1550 v. Chr.) Eine mehrphasige Mauerkonstruktion aus Bollensteinen, Erde und Holz hat sich partiell noch bis zu 2,5 Meter Höhe innerhalb der Wallruine erhalten. Aufgrund der Grösse und den aufwendigen Befestigungen gilt Toos-Waldi als regionales Machtzentrum. Unter dem spärlichen Fundmaterial aus der jüngeren Frühbronzezeit sticht eine Trensenstange aus Hirschgeweih hervor. Das Objekt zeigt Einflüsse aus Osteuropa und stellt einen frühen Beleg für die Pferdehaltung in der Schweiz dar.
Der Platz scheint von der mittleren Bronzezeit (1550–1300 v. Chr.) bis zum Ende der Spätbronzezeit (800 v. Chr.) intensiv besiedelt oder häufig genutzt worden zu sein, wie aus der Vielzahl von Pfostenlöchern und Gruben sowie einer beachtlichen Fundmenge hervorgeht. Keramikfunde zeigen, dass die Anlage noch in der älteren Eisenzeit (800–480 v. Chr.) frequentiert wurde. Die Siedlungsintensität und landwirtschaftliche Nutzung des Plateaus lassen es nur in Ausnahmefällen zu, einzelne Baustrukturen einer Epoche zuzuweisen. Auf dem Sporn befand sich im 3. Jahrhundert n. Chr. ein römisches Refugium.

### Gemeinde
Der Ort wurde 1284 als Tozze erstmals urkundlich erwähnt. Alt- und Neu-Toos sind undatierte Burgstellen, die vermutlich von den Ministerialen von Toos bewohnt wurden. Bis 1798 gehörte Toos zu den Herrschaften Bürglen und Weinfelden – so der Weiler Habisreuti – sowie zum Freigericht Thurlinden.
Kirchlich teilte Toos das Schicksal von Wertbühl. Ab 1534 besuchten die Reformierten die Kirche in Märwil, ab 1714 diejenige in Schönholzerswilen. 1861 wurde ein Teil der Reformierten von Toos Bussnang zugeteilt.
Die Bauern von Toos betrieben Wiesen- und Obstbau, Vieh- und Milchwirtschaft. 1879 wurde die Käserei Lanterswil-Toos eingerichtet. Die 1372 erwähnte und vor 1900 stillgelegte Mühle war ab 1460 ein eidgenössisches Lehen. 1862 existierte eine Baumwollferggerei, um 1900 eine Stickerei. Ende des 20. Jahrhunderts siedelten sich verschiedene Dienstleistungsbetriebe an.

## Bevölkerung

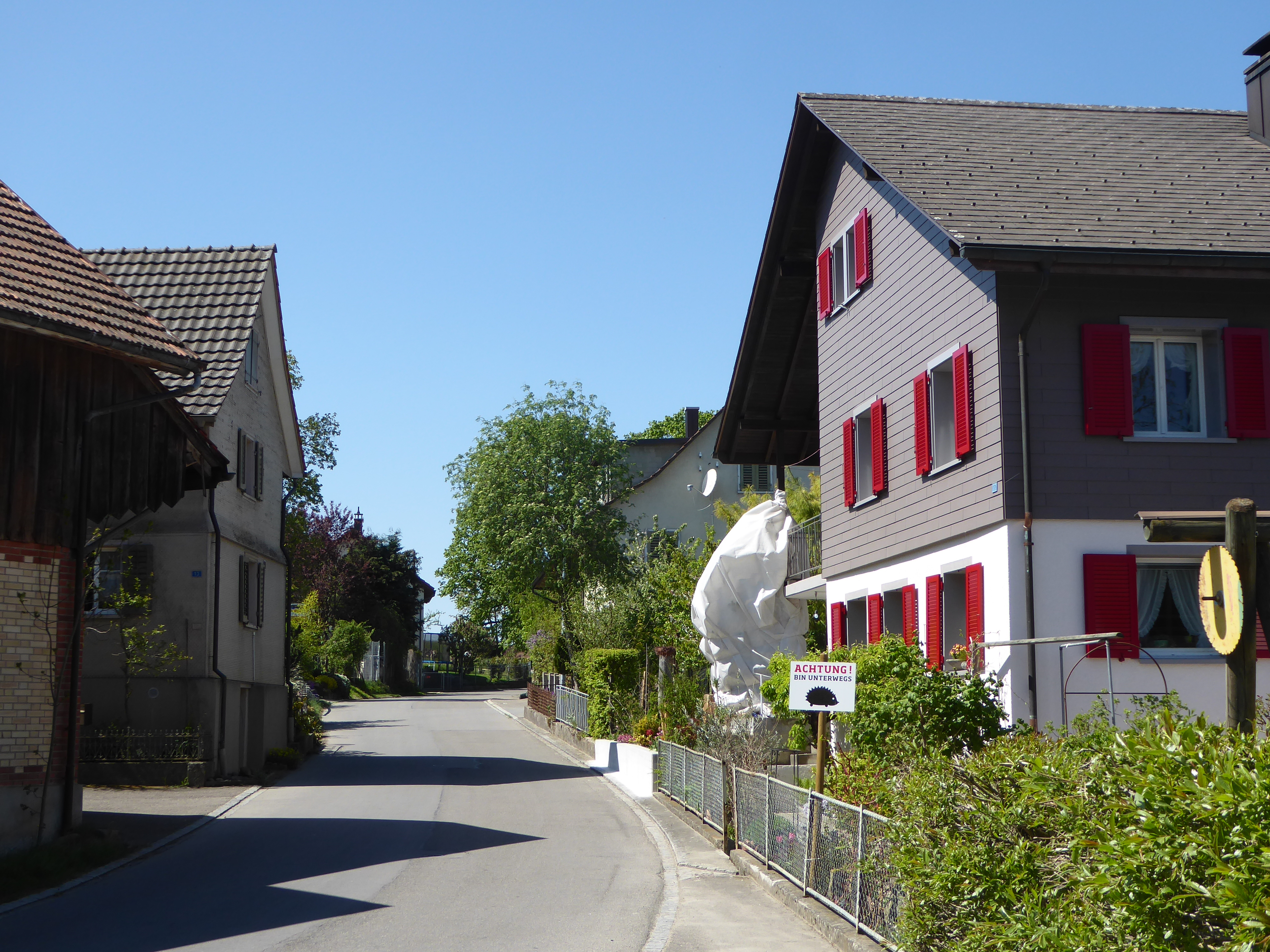
Strasse durch Toos

|              | 1831  | 1850  | 1900  | 1950  | 1960  | 2000  | 2010  | 2018  |
| ------------ | ----- | ----- | ----- | ----- | ----- | ----- | ----- | ----- |
| Ortsgemeinde | 180   | 207   | 148   | 126   | 109   |       |       |       |
| Siedlung     |       |       |       |       |       | 28    | 32    | 28    |
| Quelle       | [ 2 ] | [ 2 ] | [ 2 ] | [ 2 ] | [ 2 ] | [ 3 ] | [ 4 ] | [ 5 ] |

## Sehenswürdigkeiten
Die bronzezeitliche Höhensiedlung Toos-Waldi ist in der Liste der Kulturgüter in Schönholzerswilen aufgeführt.